# His House in Order (film 1920)
His House in Order è un film muto del 1920 sceneggiato e diretto da Hugh Ford che si basa sull'omonimo lavoro teatrale di Sir Arthur Wing Pinero, andato in scena in prima a Londra nel febbraio 1906. La pièce di Pinero - che era già stata portata sullo schermo nel 1919 con il film Bonds of Love - venne nuovamente adattata per il cinema nel 1928 con un altro His House in Order, una pellicola britannica interpretata da Tallulah Bankhead e Ian Hunter.
Prodotto dalla Famous Players-Lasky Corporation, il film aveva come interpreti Elsie Ferguson e Holmes E. Herbert.

## Trama

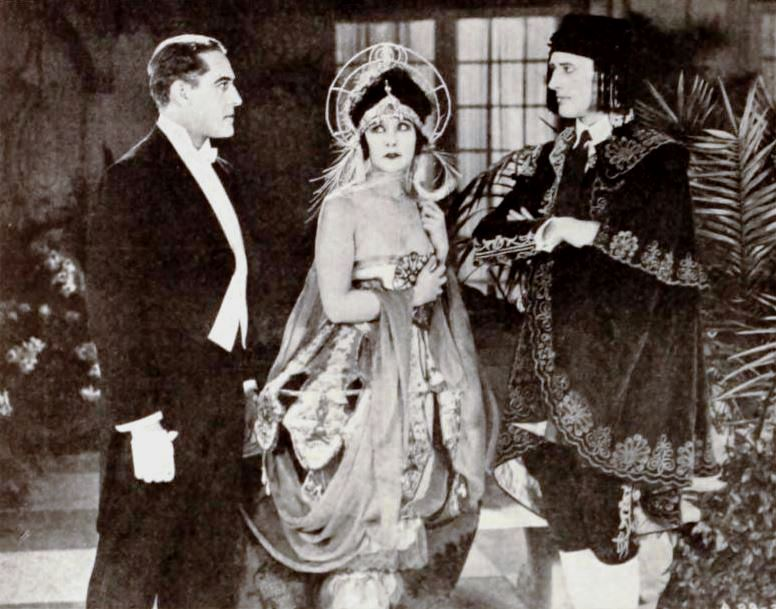
Holmes E. Herbert, Elsie Ferguson e un attore non identificato

Nina Graham, dopo l'improvvisa morte di suo padre, resta senza mezzi. Alla ricerca di un lavoro, accetta il posto di governante del piccolo Derek, figlio del parlamentare Filmer Jensson. La moglie di Filmer, Annabelle, tradisce l'ignaro marito ma, alla vigilia della sua fuga con un ufficiale dell'esercito, resta uccisa in un incidente d'auto. Jensson, rimasto vedovo, osservando l'affetto che lega Derek alla sua governante, decide di risposarsi e chiede la mano di Nina. A Parigi, durante la luna di miele, Nina gli propone di partecipare a un ballo in maschera. Davanti al suo rifiuto, la moglie insiste, provocando la rabbia di Filmer che, paragonandola sfavorevolmente ad Annabelle, comincia a pentirsi di averla sposata. Tornati in Inghilterra, Nina sente Filmer che confida al fratello i suoi dubbi su quel nuovo matrimonio. Lei, allora, si prepara ad andarsene via. Prima della sua partenza, però, Filmer trova delle vecchie lettere d'amore di Annabelle le quali gli rivelano senza alcun dubbio la condotta adulterina della sua prima moglie. Pentito, Filmer si rende conto che Nina è una brava moglie della quale non ha proprio nulla di cui lamentarsi.

## Produzione
Il film fu prodotto dalla Famous Players-Lasky Corporation. Alcune scene furono girate nei dintorni di New York e nella casa di George Marshall Allen a Convent, nel New Jersey. Il set della sala da ballo parigina fu costruito nei vecchi studios della Triangle a Yonkers.

## Distribuzione
Il copyright del film, richiesto dalla Famous Players-Lasky Corp., fu registrato il 27 gennaio 1920 con il numero LP14684.
Distribuita dalla Paramount-Artcraft Pictures e presentata da Adolph Zukor, la pellicola uscì nelle sale cinematografiche statunitensi il 7 marzo 1920.
Non si conoscono copie ancora esistenti della pellicola che viene considerata presumibilmente perduta.